# フロクシノーシナイヒリピリフィケイション
フロクシノーシナイヒリパイリフィケーション（floccinaucinihilipilification）は、無意味、軽蔑を意味する英単語。オックスフォード英語大辞典の初版で、29文字と最も長い語として記載されている。

## 語源
イートン・カレッジの学生によって生まれたといわれる。この単語はラテン語のfloccus（薄片）、naucum（木の実の殻）、nihilum（何もない）、pilus（毛）という4つの単語を組み合わせ、接尾辞にficationを付けた複合語の一種である。この単語が初めて登場したのは、1741年にウィリアム・シェンストーンが執筆した文学作品の中である。ただし、可読性を高めるために、シェンストーンはflocci-nauci-nihili-pili-ficationと、単語の途中にハイフンをいくつか含めた。また、1826年にウォルター・スコットも自身の日記内でこの単語を同様の書き方で登場させていた。スコットはシェンストーンこそがこの単語の発明者であると考えていたものの、それを正確に表現することはなかった。1827年と1829年にもこの単語を登場させているが、上記のハイフンを含んだスペルとは異なるスペルで登場させているのである。
同時期に、ロバート・サウジーはこの単語の派生形であるfloccinaucity（無効）、および形容詞のfloccinaucical（重要ではない、つまらない）といった単語を用いている。また、ロバート・A・ハインラインは男性形のFloccinaucinihilipilificator、女性形のFloccinaucinihilipilificatrixといった単語を登場させている。

## 単語の用途
その単語の長さから、本来の意味以外でも取り上げられることが多い。例えば、アメリカ合衆国シカゴの音楽グループen:Panicsvilleや日本のバンドMarmalade butcherは、音楽のタイトルにこれを用いている。
1983年、イギリスの雑誌パンチは、Floccinaucinihilipilification Falklands!という見出しの記事を公開した。大衆が取るに足らないと考えるフォークランド諸島に関する記事で、この直前にフォークランド紛争を起こしたイギリスを風刺した記事である。
ジェシー・ヘルムズなどの一部のアメリカの政治家は、不承認を意味する用語として用いている。
2019年、インド準備銀行は報告書内でこの単語を用い、話題を呼んだ。